# L'oro nascosto
L'oro nascosto (Ex-Convict No. 900) è un cortometraggio muto del 1908 diretto da Edwin S. Porter. Venne distribuito in sala il 16 ottobre 1908. È conosciuto anche con il titolo Ex-Con #900.

## Trama
Un ex galeotto vive felicemente finché il passato non ritorna. Per nutrire il suo bambino, l'uomo sarà costretto a ritornare al crimine.

## Produzione
Il film fu prodotto dalla Edison Manufacturing Company.

## Distribuzione
Distribuito dalla Edison Manufacturing Company, il film - un cortometraggio in una bobina - uscì nelle sale cinematografiche statunitensi il 16 ottobre 1908.